# Mick O'Brien
Mick O'Brien (Dublin, 26 maart 1961) is een  Ierse uilleann pipes-speler
Hij groeide op in een muzikale familie en begon al op zijn negende jaar op de uilleann pipes te spelen. Zijn muziek kan worden gehoord, onder andere, op albums van The Dubliners, Frankie Gavin en het RTÉ Concert Orchestra. Hij toerde door Europa en de USA. In 1999 deed Mick mee op een albums van The Boys of the Lough. Mick woont in Dublin en is daar schoolmeester. 

## Discografie
- 1980 - The Flags of Dublin
- 1994 - The Drones & The Chanters - Vol. 2
- 1996 - May Morning Dew -  met Caoimhín Ó Raghallaigh
- 1999 - The Ancient Voice of Ireland
- 1999 - The West of Ireland, met The Boys of the Lough
- 2003 - Kitty Lie Over